# Tumidifemur ramispinum
Tumidifemur ramispinum är en stekelart som beskrevs av Lin 1994. Tumidifemur ramispinum ingår i släktet Tumidifemur och familjen hårstrimsteklar. Inga underarter finns listade i Catalogue of Life.